# هيروكو تاجوشى
هيروكو تاجوشى (باليابانية: 田口宏子؛ بالكانا: たぐち ひろこ) هي مؤدية صوت يابانية، ولدت في 29 مارس 1974 في كاناغاوا في اليابان.

## وصلات خارجية
- الموقع الرسمي
- هيروكو تاجوشى على موقع IMDb (الإنجليزية)
- هيروكو تاجوشى على موقع ميوزك برينز (الإنجليزية)
- هيروكو تاجوشى على موقع قاعدة بيانات الفيلم (الإنجليزية)
- هيروكو تاجوشى على موقع كينوبويسك (الروسية)
- هيروكو تاجوشى على موقع ANN person (الإنجليزية)